# Ibn Durayd
Abū Bakr Muḥammad ibn al-Ḥasan ibn Durayd al-Azdī al-Baṣrī (in arabo أبو بكر محمد بن الحسن بن دريد بن عتاهية الأزدي البصري‎?; Bassora, 837 – Baghdad, 13 agosto 933) è stato un geografo, poeta e filologo arabo di origine yemenita, esperto anche come lessicografo e genealogista.

## Biografia
Appartenente alla tribù qahtanide dei Banu Azd, Ibn Durayd (in arabo ابن دريد‎?) fece parte dei suoi studi a Baṣra, nell'attuale Iraq. 

Studiò sotto la guida del filologo Abū ʿUthmān al-Ushnāndānī, Abū Hātim al-Sijistānī e Ibn Akhī al-Aṣmaʿī. 

Nell'871 lasciò la sua patria per l'Oman, dopo la rivolta dei Zanj che avevano messo a ferro e fuoco Baṣra, rimanendovi per 12 anni.
Dall'Oman si recò in Fārs, fruendo dell'alta protezione del governatore di Ahwāz per conto dei Saffaridi, ʿAbd Allāh b. Muhammad ibn Mikāl. Dopo la caduta di questi nel 920, abbandonò il Fārs per recarsi a Baghdad, dove divenne professore e ricevette una pensione dal califfo abbaside al-Muqtadir.
Scrisse un grande dizionario in lingua araba, La raccolta del linguaggio (in arabo جمهرة اللغة‎?, Jamharat al-lugha), così chiamato perché riuniva l'insieme dei dialetti arabi. Redasse anche monografie sui cavalli, la pioggia e le armi e scrisse un apprezzatissimo Kitāb al-Ishtiqāq ( in arabo كتاب الاشتقاق‎?), dove studiava l'etimologia dei nomi propri arabi. 

Scrisse anche altri libri sulla genealogia delle tribù arabe e gli sono attribuiti 40 racconti in prosa rimata che avrebbero ispirato Ibn al-Faqīh al-Hamadānī.
Tra i suoi allievi figurano numerose persone destinate ad affermarsi in campo letterario e storico, da Abū l-Faraj al-Iṣfahānī e Abū l-Ḥasan ʿAlī al-Masʿūdī ad Abū ʿUbayd Allāh al-Marzubānī, autore del Muʿjam al-shuʿarāʾ.
Visse molto a lungo e, l'anno prima di morire, fu colpito dalla paralisi che curò con una teriaca, ma l'anno dopo il morbo che l'avrebbe portato alla morte tornò a manifestarsi, tanto da immobilizzarlo quasi completamente, anche se mantenne fino alla fine una perfetta lucidità mentale.

Fu inumato nel cimitero di Baghdad, noto come "Cimitero di Khayzurān", dal nome della moglie prediletta del secondo califfo abbaside al-Manṣūr, per questo motivo chiamato "Maqbarat al-Khayzurān" (in arabo مقبرة الخيزران‎?), forse per la comune origine yemenita.